# Izydor z Aleksandrii
Izydor z Aleksandrii (ur. ok. 450, zm. ok. 520) – grecki filozof neoplatoński ze szkoły ateńskiej. Krótko pełnił funkcję kierownika szkoły około 490 r. n.e. Interesował się głównie mistyką i teozofią.

## Życie
Izydor urodził się w Aleksandrii. Jego rodzina należała podobno do miejscowych neoplatoników, skupiających wyznawców religii pogańskiej znajdującej się w tym czasie w opozycji do panującej religii chrześcijańskiej. Jego wuj Aegyptus był przyjacielem założyciela aleksandryjskiej szkoły filozoficznej Hermiasza. Pierwsze nauki pobierał Izydor w Aleksandrii u nieznanych z imienia braci, filozofów. Następnie udał się do Aten, gdzie studiował u kierującego tamtejszą szkołą filozoficzną Proklosa. Uczył się także filozofii Arystotelesa u Marina, późniejszego następcy Proklosa.
Po studiach Izydor powrócił do Aleksandrii, którą ponownie musiał opuścić, prawdopodobnie w okresie chrześcijańskich wystąpień antypogańskich w latach 482-484. Pomimo że nowy kierownik szkoły, Marinos cenił go wysoko, Izydor nie uważał go za godnego następcę (diadocha) Proklosa. Kiedy Marinos napisał komentarz do platońskiego Fileba, poprosił Izydora o jego ocenę, ten ostro skrytykował pracę i Marinos spalił ją. Obydwaj filozofowie spierali się również o interpretację platońskiego Parmenidesa. Wobec narastających napięć pomiędzy chrześcijanami i platonikami w Atenach, Marinos usunął się do Epidauros. Izydor objął po nim tytuł diadocha. Tytuł miał już wówczas charakter tylko honorowy i nie wiązał się z pełnieniem jakichkolwiek funkcji. Stan szkoły był tak zły, że Izydor rozważał opuszczenie Aten. Nie wiadomo czy zrealizował ten zamiar.
Wielkim przyjacielem i wielbicielem Izydora był ostatni kierownik szkoły od 515 roku  Damascjusz. Damascjusz napisał Życie Izydora, zachowane we fragmentach w Bibliotece Focjusza  i w Księdze Suda.

## Umysłowość
Izydor jest generalnie uznawany raczej za entuzjastę niż myśliciela. Jego rozumowanie było inspirujące, on sam jednak przedkładał teorie pitagorejskie i platońskie nad suchą logikę i etykę. Wydaje się, że skłaniał się do swobodnej spekulacji teozoficznej i przykładał wielkie znaczenie do snów i wizji, o których szeroko publicznie się wypowiadał .